# Robinson Crusoe (otok)
Otok Robinsona Crusoa (španjolski: Isla Robinson Crusoe) u prošlosti poznat i kao  Más a Tierra ili Aguas Buenas je najveći otok u čileanskom otočju Juanu Fernándezu. Nalazi 674 km zapadno od Južne Amerike u južnom Tihom oceanu.

## Povijest
Otok je otkrio španjolski istraživač Juan Fernández 1574. godine, prema kome je cijelo otočje dobio ime. Nema dokaza o ranijim otkrićima otoka i da su Polinežani prije došli na otok, unatoč blizini Uskrsnog otoka. Otok je 27. veljače 2010. pogodio tsunami nakon potresa u Čileu. Pet osoba poginulo je u San Juan Bautisti. Velik dio glavnog naselja na otoku je bio uništen.

## Stanovništvo
Prema podacima iz 2011. godine na otoku živi 859 stanovnika 525 muškaraca i 334 žene. Najveće naselje na otoku je San Juan Bautista.